# لغز الوجه الأصفر
لغز الوجه الأصفر، (بالإنجليزية: The Adventure of the Yellow Face)‏، واحدة من 56 قصة لشرلوك هولمز من تأليف آرثر كونان دويل، نشرت لأول مرة في فبراير 1893 في مجلة «الستراند» بشكل منفرد، قبل أن يعاد نشرها مجمعة مع باقي قصص سلسلة مذكرات شرلوك هولمز.

## ملخص القصة

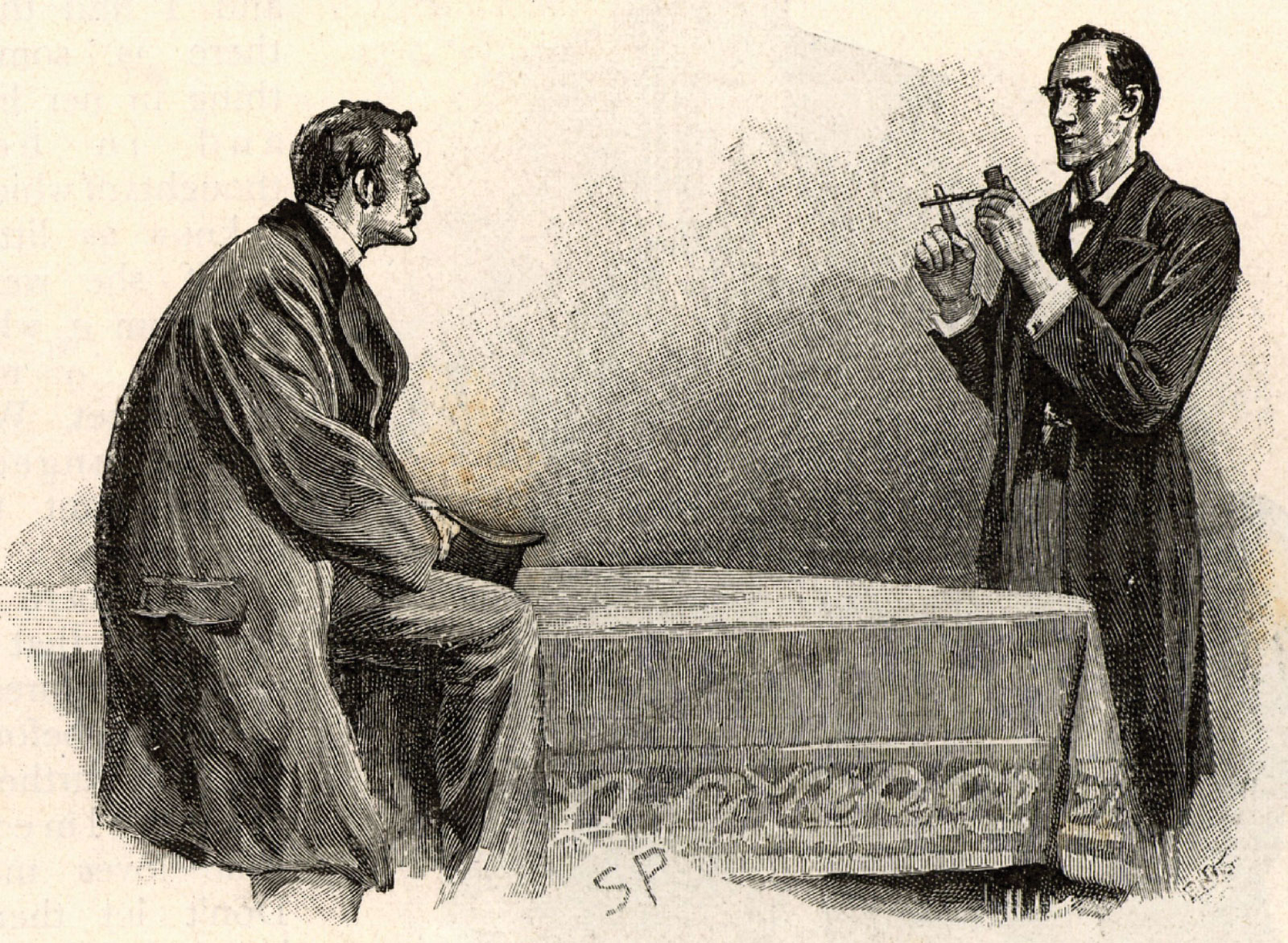
آرثر كونان دويل، لغز الوجه الأصفر (1893)، رسم توضيحي لسيدني باجيت، في مجلة ستراند

يأتي السيد غرانت مونرو لاستشارة هولمز بخصوص زوجته ايفي، ويقول أنها كانت متزوجة سابقا في أمريكا، لكن زوجها وطفلهما توفيا بسبب الحمى الصفراء، فقررت العودة إلى انجلترا وتزوجت منه، وكان زواجهما يسير بشكل طبيعي إلى أن طلبت منه زوجته يوما مبلغ 100 جنيه وتوسلته أن لا يسألها ماذا ستفعل به.بعد شهرين من ذلك، يكتشف زوجها أن لها ارتباط سري مع المقيمين في الكوخ المجاور لمنزلهم.
في أحد الأيام رأى وجها أصفرا غامضا يطل من نافذة الكوخ، ويدفعه الفضول إلى اقتحامه لكنه يجده خاليا، إلا أن الغرفة التي رأى الوجه الأصفر يطل من نافذتها تكون مريحة ومفروشة بطريقة جيدة، وتوجد بها صورة لزوجته.
يرسل هولمز السيد مونرو إلى منزله بعد أن يعطيه تعلميات بإخطاره في حالة رأى أشخاصا في الكوخ من جديد، بعد ذلك يقول هولمز لصديقه واطسون أنه يظن أن ذلك الوجه الغامض يعود لزوج ايفي الأول حيث أنه لم يمت وجاء إلى انجلترا لتهديدها.
وفعلا يقوم مورنو باستدعاء هولمز والدكتور واطسون، ويقتحم الثلاثة الكوخ ليجدوا ايفي منرو داخله، كما يجدون شخصا آخر يرتدي ذلك القناع الأصفر، يقوم هولمز بإزاحة القناع، لتظهر وراءه فتاة سوداء صغيرة.تعترف ايفي أن زوجها الأول في أمريكا، جون هيبرون، كان رجلا أسود، وقد مات في أمريكا لكن ابنتهما لوسي لم تمت، وتركتها في أمريكا خوفا من ردة فعل الاخرين عندما يعلمون بزواجها من رجل أسود، لكن شوقها لرؤية ابنتها مرة ثانية يدفعها لطلب المال من زوجها لإحضار لوسي ومربيتها إلى انجلترا وإخفائها في ذلك الكوخ بالقرب من منزل مونرو حتى تستطيع التردد عليها.

## الترجمة العربية
لُغز الوجه الأصفر، دار الأجيال للترجمة والنشر.

## روابط خارجية
- نص القصة كاملا على ويكي مصدر (باللغة الإنجليزية).
- القصة مرفقة بالرسومات الأصلية (باللغة الفرنسية).